# Juan José Urivi
Juan José Urivi Rivas (f. 1857) fue un sacerdote, abogado y político chileno, que participó en la revolución independentista de su país y fue presidente de la primera Asamblea Provincial de Colchagua.

## Biografía
Nació en Concepción. Estudió en el Seminario y luego se fue a Santiago de Chile a estudiar leyes con otros jóvenes seglares. Presbítero del Obispado de Concepción, ordenado por el año 1805; bachiller en cánones y leyes. Ejerció su ministerio en Concepción, en el año 1809.
Entró abiertamente en el movimiento revolucionario de la independencia, junto con su otro hermano sacerdote, Julián, como patriotas. Recibió el juramento de las tropas al primer gobierno nacional en 1810, con el doctor Rozas. Contribuyó a sofocar el motín de Figueroa. Participó en el Reglamento Constitucional Provisorio de 1812.
Predicó en la catedral de Santiago de Chile la oración fúnebre de los héroes de Caracas y el sermón de acción de gracias por el Tratado de Lircay. Fue capellán del ejército patriota en la campaña de 1813, hallándose en las acciones de Yerbas Buenas y de San Carlos.
En el año 1814 se dirigió al norte con el ejército patriota y después del desastre de Rancagua lo tomaron preso los realistas y lo enviaron al archipiélago de Juan Fernández, con otro capellán penquista del ejército, Laureano Díaz. Durante la reconquista española fue procesado y condenado por patriota, con otros clérigos de Concepción. Primero fueron amonestaciones y castigos impuestos por Villodres en Concepción; en 1814 fue castigado con la suspensión total del ministerio sacerdotal.
Pasó la revolución y se quedó en Santiago, donde obtuvo cargos civiles y eclesiásticos. Recobró su libertad en 1817, después de la victoria de Chacabuco y se le nombró cura y vicario de Nancagua, donde anduvo algo remiso en el cumplimiento de su deber, de modo que el gobernador del obispado hubo de separarlo. En 1820 fue nombrado cura de Lontué, parroquia que sirvió hasta 1824, año en que pasó a la parroquia de Curicó, que había obtenido en el concurso de ese año.
Fue elegido diputado por Curicó, en la Asamblea Provincial de Santiago de 1825. Nuevamente diputado en 1826, en la Asamblea Provincial de Colchagua, de la que fue su presidente desde el 7 de diciembre de 1826. Entre 1831 y 1834 fue diputado suplente por Itata; después de haber sido anulada su elección, como propietario por Curicó, reemplazó a Francisco de Borja Yrarrázaval cuando este usó de licencia. Fue miembro de la Comisión Permanente Eclesiástica. Presentó una moción para que se separara el Seminario del Instituto Nacional, pero no fue aprobada por ese entonces.
En el año 1833 se le nombró cura de la catedral de Santiago y el mismo año fue nombrado canónigo supernumerario u honorario. En 1837 sirvió como vicario castrense, en el ejército restaurador del Perú; pero implicado en el motín de Quillota se le separó de su puesto y volvió a servir la parroquia de Barraza, desde noviembre de 1838 hasta marzo de 1844, fecha de su nombramiento de racionero de la catedral de Santiago.
Dejó de existir siendo canónico, el año 1857.